# Kunststofkurk

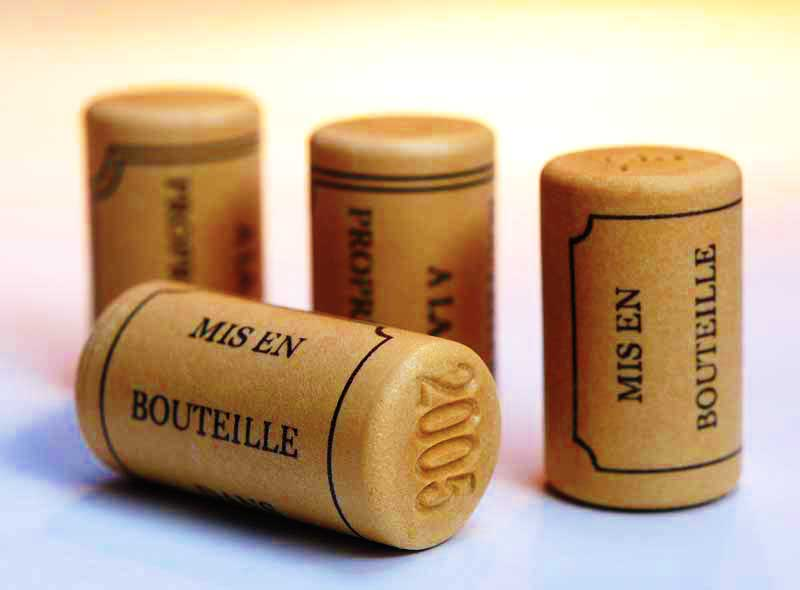
Kunststof wijnkurk

Een kunststofkurk is een kurk gemaakt van kunststof. Sinds begin jaren 90 worden er kunststofkurken gebruikt om wijnflessen af te sluiten. Kunststofkurken zijn in staat om met een constante en vrij lage zuurstofdoorlaatbaarheid gedurende middellange tijd wijn goed te beware. De meeste kunststofkurk-producenten garanderen een bewaartijd van twee jaar. De kunststofkurk wordt sinds 2005 nog maar weinig toegepast, door de hoge kosten en de lage milieuvriendelijkheid in vergelijking met natuurkurk.
Een andere oorzaak van het verdwijnen van de kunststofplug is de hoge uittrekwaarde en problemen met oxidatie.
Ooit waren er 99 producenten van kunststofpluggen, nu zijn ze op 1 hand te tellen.
Kunststof wijnfleskurken bestaan uit een geschuimde kunststof. Enerzijds om economische redenen, anderzijds zorgen de duizenden gasbelletjes voor de veerkracht. In grote lijnen bestaan er twee soorten kunststofkurken:

## Geëxtrudeerde kunststofkurken

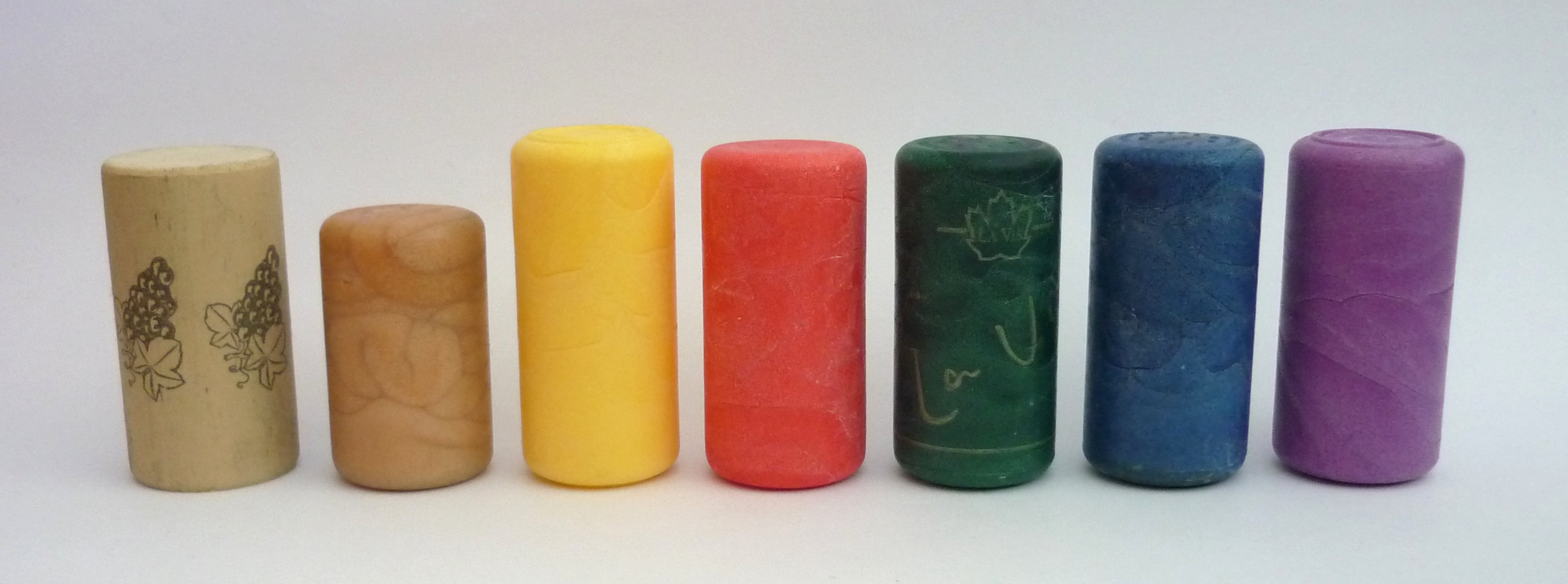
Kunststof wijnkurk

Deze kurken worden gemaakt als een lange geschuimde worst met een diameter van +-22mm. Na afkoeling van het geschuimde materiaal wordt de worst in stukjes gesneden met een lengte van tussen de 37 mm en 45 mm. Sommige producenten van kunststofkurken maken ook stoppen door middel van co-extrusie, dan wordt er nog een tweede laagje van een andere kunststof (iets rubberachtiger) rond de kurk geëxtrudeerd. Door deze rubberachtige materie sluit de stop extra goed aan bij de flessenhals, maar deze extra laag of huid kan bij slecht afgestelde bottelapparatuur omplooien waardoor een goede afdichting niet langer zeker is. Nadeel van geëxtrudeerde kurken is dat de wijn in contact komt met een grotere kunststof oppervlakte.

## Geïnjecteerde kunststofkurken
Deze kunststofkurken worden gemaakt volgens het principe van het spuitgieten. Het grote voordeel van geïnjecteerde kunststofkurken is dat ze een gesloten boven- en onderkant hebben. Dit zorgt ervoor dat de wijn niet kan binnendringen in de inwendige schuimstructuur van de kurk, daarnaast ziet het er beter uit. Het grote nadeel van deze productiemethode is de slechte schuimstructuur. Als deze kurken overlangs worden doorgesneden is te zien dat de luchtbelletjes veel groter zijn naar de kern van de stop toe. Sommige luchtbellen kunnen zo groot zij als een erwt. Deze slechte luchtbellenstructuur is slecht voor de afdichtingskwaliteit van de kunststofkurk. Ook zijn geïnjecteerde wijnkurken van wisselende kwaliteit. De ene kurk is de andere niet, zelfs al zijn ze op dezelfde machine en in dezelfde productiegang geproduceerd. Over het algemeen hebben geïnjecteerde kunststof kurken het imago weinig betrouwbaar te zijn.